# Vasúti személykocsik UIC jelölései

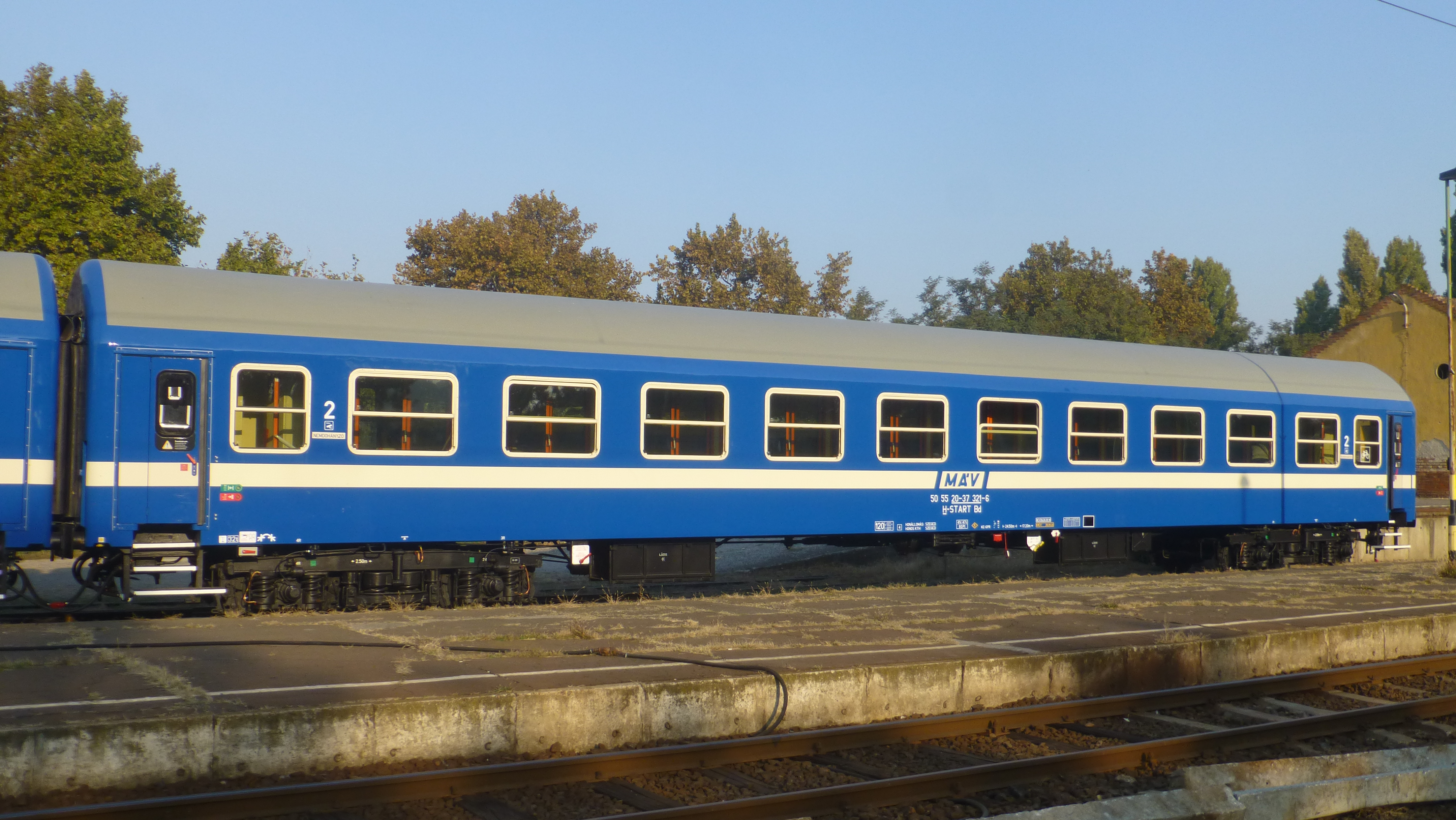
Másodosztályú Bd kocsi

A vasúti személykocsik UIC jelöléseinek nemzetközi szabványát a Nemzetközi Vasútegylet (UIC) hozta létre a személykocsik típusainak egységes jelölésére. Az azonosítók jelölésének leírását az UIC 438-1 döntvénye tartalmazza.
A teherkocsik jelzéseivel ellentétben, a személykocsiknál csak a 12 jegyű pályaszám határozza meg egyértelműen a kocsi kialakítását, míg a sorozatjel kevésbé részletesen és országonként eltérő módon definiálja. Például az Eurofima szabvány szerint készült, első osztályú, teljesen azonos kocsikat Avmz (DB), Amoz (ÖBB, később Amz), A9u (SNCF), Am (SBB), A I6 (SNCB) és Az (FS) sorozatjelekkel is jelölik. A sorozatjel két részből áll: fő- és alsorozatjelből. A fősorozatjel (nagybetűs) jelölései nagyrészt nemzetközi szinten nagyrészt egységes, de egyes vasutak további jelöléseket is bevezettek. A műszaki tulajdonságokat leíró alsorozatjeleket (kisbetűs) a vasúttársaságok határozzák meg saját hatáskörben. Azonos jellemzőkkel rendelkező különböző sorozatú kocsik megkülönböztetésére egyes vasúttársaságok a sorozatjelet egy műszaki kóddal is kiegészítik (pl. Bmz226, vagy Byee546.2).

## Fősorozatjel
Az egy vagy több betűből álló fősorozatjel képezi a típusjelzés kezdetét. A több betűből álló jelzések a kocsi több funkcióját jelölik, mint például az „R” mindig bisztró szakaszt jelöl, ezt kiegészítve a „WR” étkezőkocsit bisztró szakasszal, az „AR” első osztályú kocsit bisztró szakasszal, a „BR” pedig másodosztályú kocsit bisztró szakasszal jelöl.
Egyes esetekben a vasúttársaságok eltérnek az általános gyakorlattól, például a Deutsche Bahn „D” előtagot használ az emeletes kocsik jelölésére is.

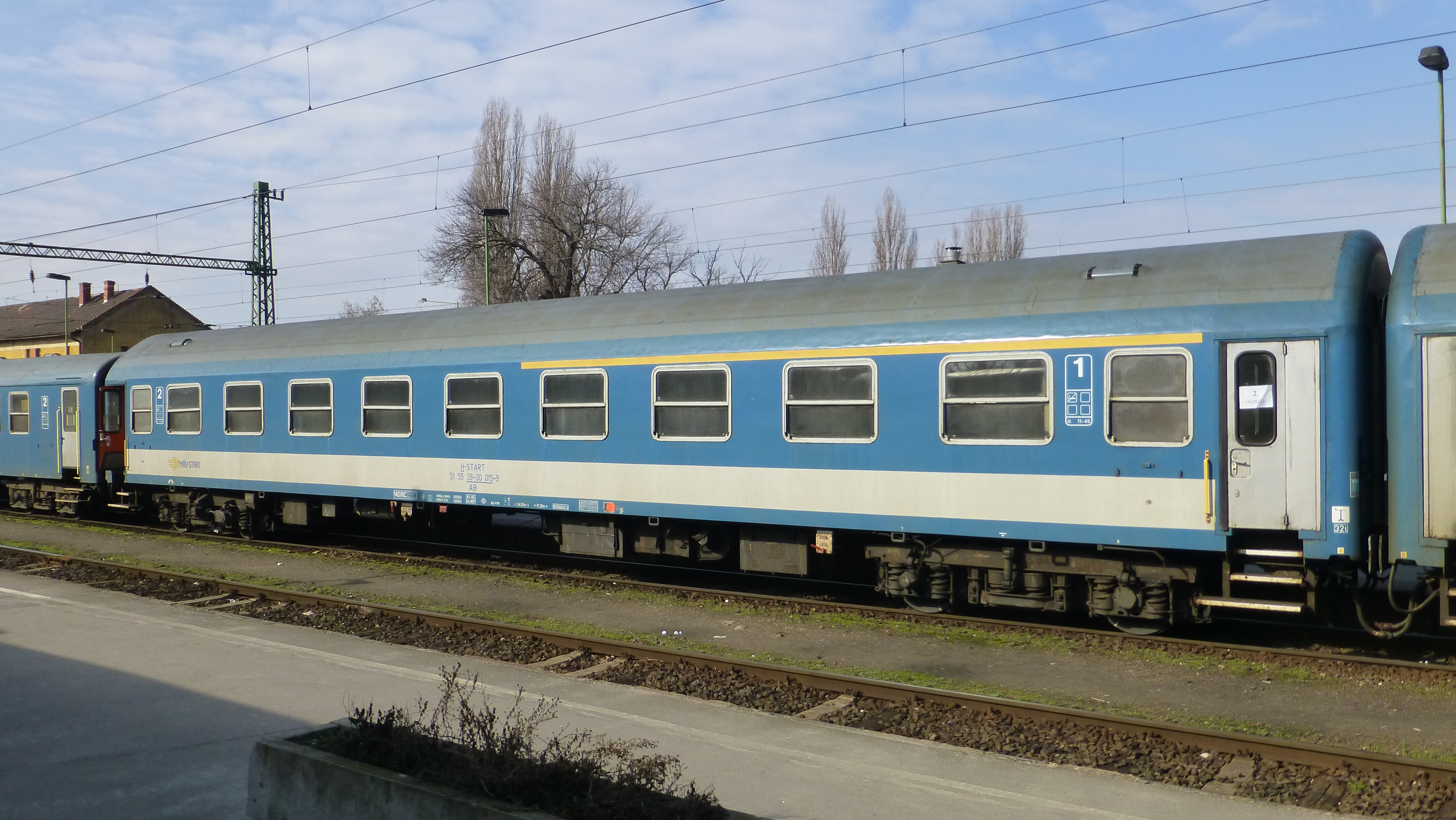
AB első és másodosztályú ülőhelyes kocsi (MÁV-START)

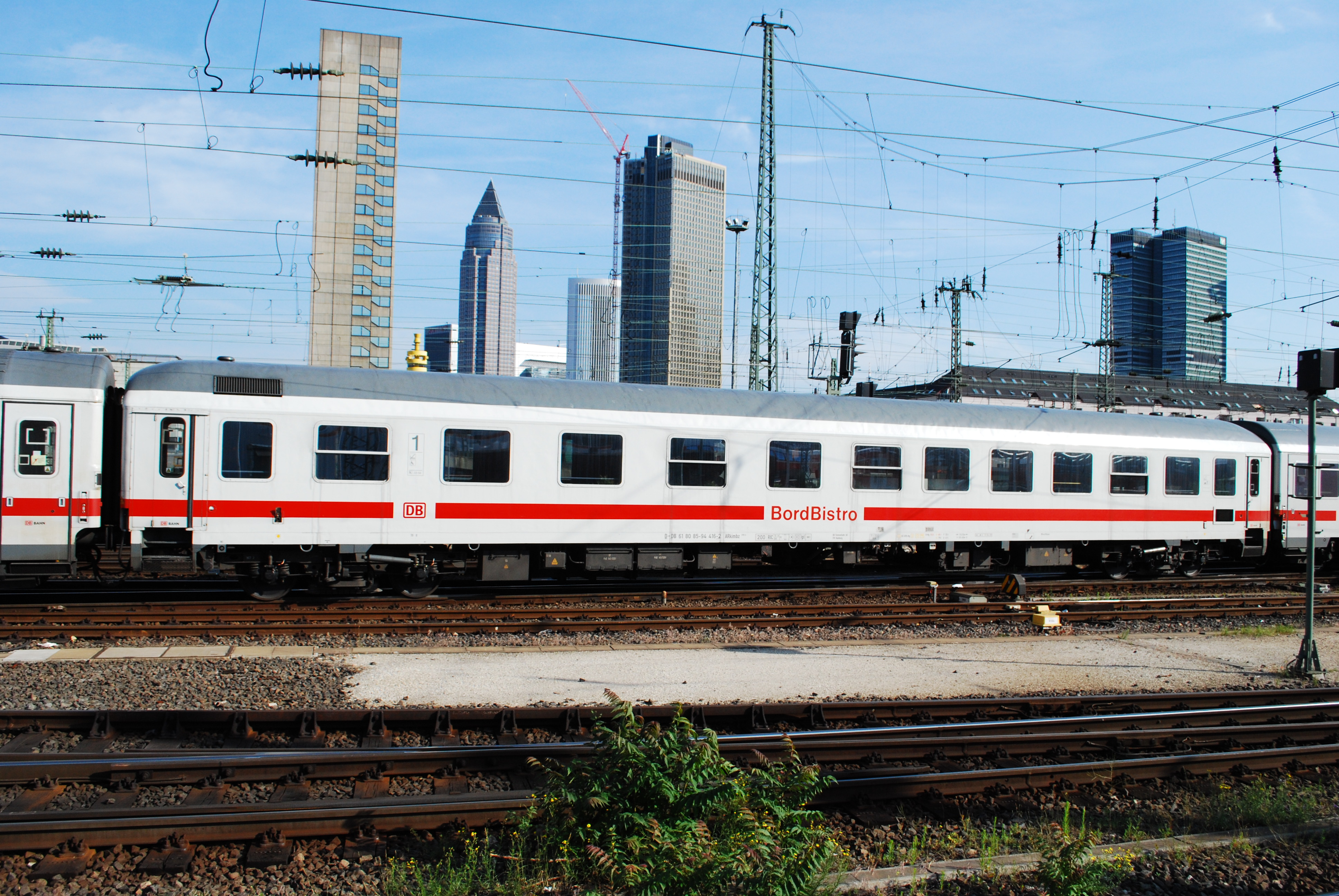
ARkimbz^{266} első osztályú ülőhelyes kocsi bisztró szakasszal (DB)

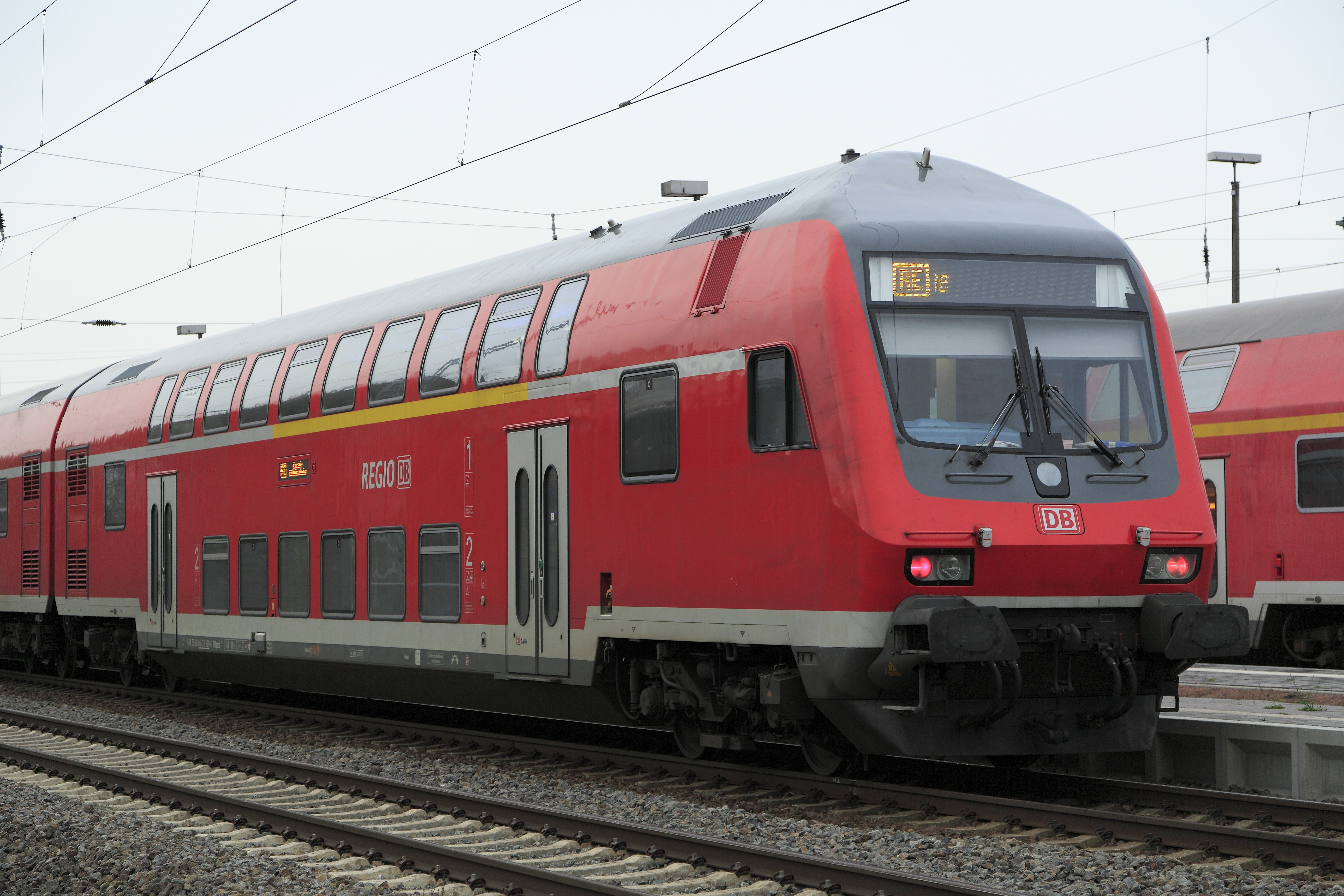
DABpbzfa^{762} első és másodosztályú emeletes személykocsi (DB Regio)

| Fősorozatjelek és jelentésük | Fősorozatjelek és jelentésük                 | Fősorozatjelek és jelentésük     |
| ---------------------------- | -------------------------------------------- | -------------------------------- |
| A                            | Első osztályú ülőhelyes kocsi                |                                  |
| B                            | Másodosztályú ülőhelyes kocsi                |                                  |
| C                            | Harmadosztályú ülőhelyes kocsi               | (mára csak nosztalgiajárműveken) |
| AB                           | Első és másodosztályú ülőhelyes kocsi        |                                  |
| AR                           | Első osztályú kocsi bisztró szakasszal       |                                  |
| BR                           | Másodosztályú kocsi bisztró szakasszal       |                                  |
| AD                           | Első osztályú kocsi poggyászteres szakasszal |                                  |
| BD                           | Másodosztályú kocsi poggyászteres szakasszal |                                  |
| D                            | Poggyászkocsi                                |                                  |
| DA                           | Első osztályú emeletes kocsi                 | (csak Németországban)            |
| DB                           | Másodosztályú emeletes kocsi                 | (csak Németországban)            |
| DAB                          | Első és másodosztályú emeletes kocsi         | (csak Németországban)            |
| DD                           | Emeletes poggyászkocsi                       | (csak a DR)                      |
| F                            | Poggyászkocsi                                | (csak Svédországban)             |
| F                            | Postakocsi                                   | (csak Ausztriában)               |
| FR                           | Szalonkocsi bisztró szakasszal               | (csak Norvégiában)               |
| Post                         | Postakocsi                                   |                                  |
| BPost                        | Másodosztályú kocsi postakocsi szakasszal    | (csak Németországban)            |
| DPost                        | Poggyászkocsi postakocsi szakasszal          | (csak Németországban)            |
| R                            | Étkezőkocsi                                  | (csak Svédországban)             |
| S                            | Szalonkocsi                                  |                                  |
| Salon                        | Szalonkocsi                                  |                                  |
| SR                           | Társassági kocsi                             |                                  |
| WG                           | Társassági kocsi                             | (csak Németországban)            |
| WGS                          | Különleges társaskocsi                       | (csak Németországban)            |
| WLA                          | Első osztályú hálókocsi                      |                                  |
| WLB                          | Másodosztályú hálókocsi                      |                                  |
| WLAB                         | Első és másodosztályú hálókocsi              |                                  |
| WR                           | Étkezőkocsi                                  |                                  |
| WSP                          | Társas, termes szalonkocsi                   | (pl. komfortkocsi)               |
| KA                           | Első osztályú keskeny nyomtávú kocsi         |                                  |
| KB                           | Másodosztályú keskeny nyomtávú kocsi         |                                  |
| KD                           | Poggyászteres keskeny nyomtávú kocsi         |                                  |
| Z                            | Különcélú személykocsi                       |                                  |
| Z                            | Postakocsi                                   | (csak Svájcban)                  |
| Z                            | Rabszállító kocsi                            | (csak a DR)                      |

## Alsorozatjel
A fősorozatjelet követő kisbetűs alsorozatjel a személykocsi műszaki tulajdonságait és felszereltségét jelöli. Ezeket a jelöléseket a vasúttársaságok határozzák meg, hasonló, nemzetközileg egységes jelölésre az UIC pályaszám 5–8. számjegyeit használják.

### Magyarországon
Az alábbi felsorolás a MÁV által használt jelöléseket mutatja:

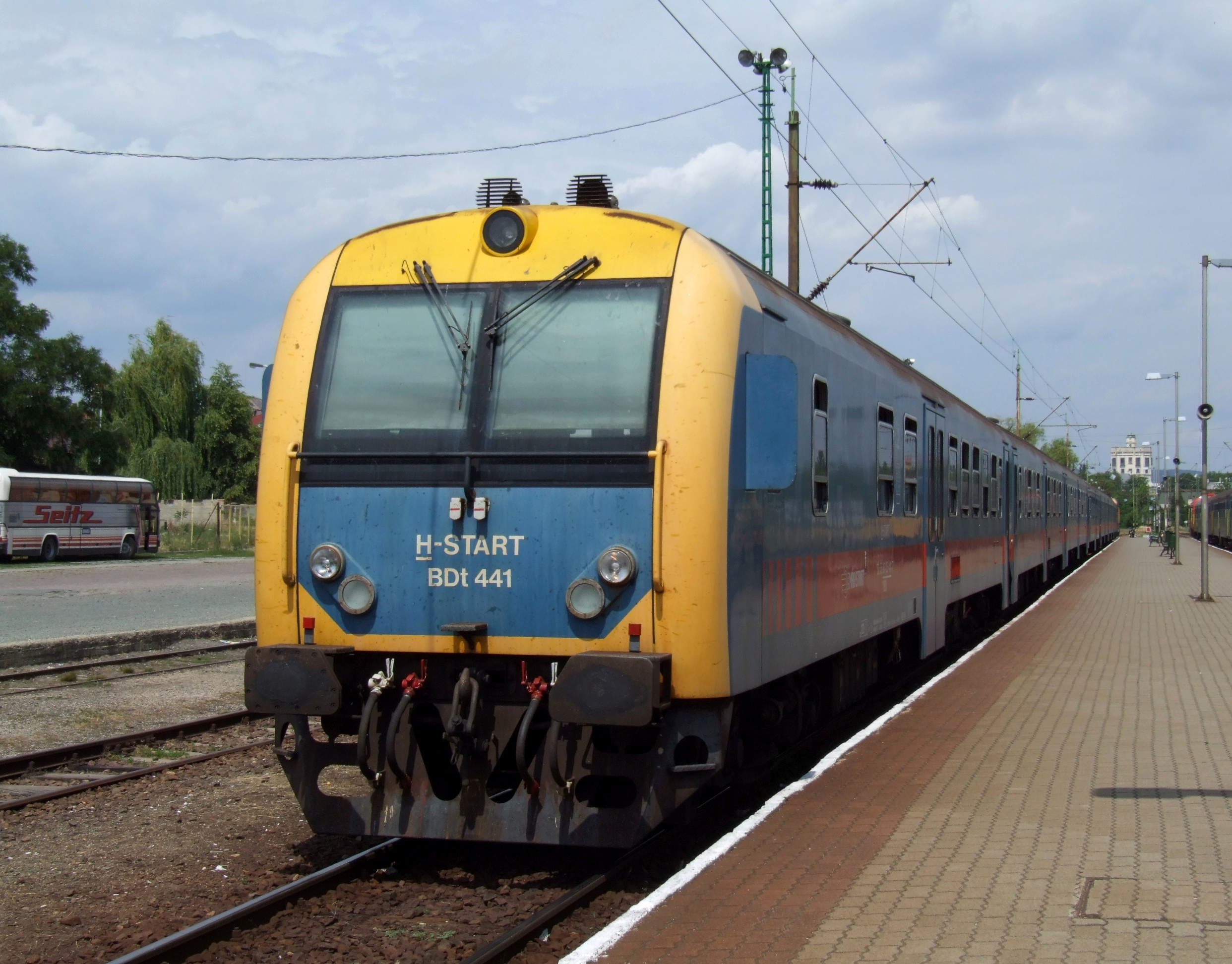
BDt poggyászteres vezérlőkocsi

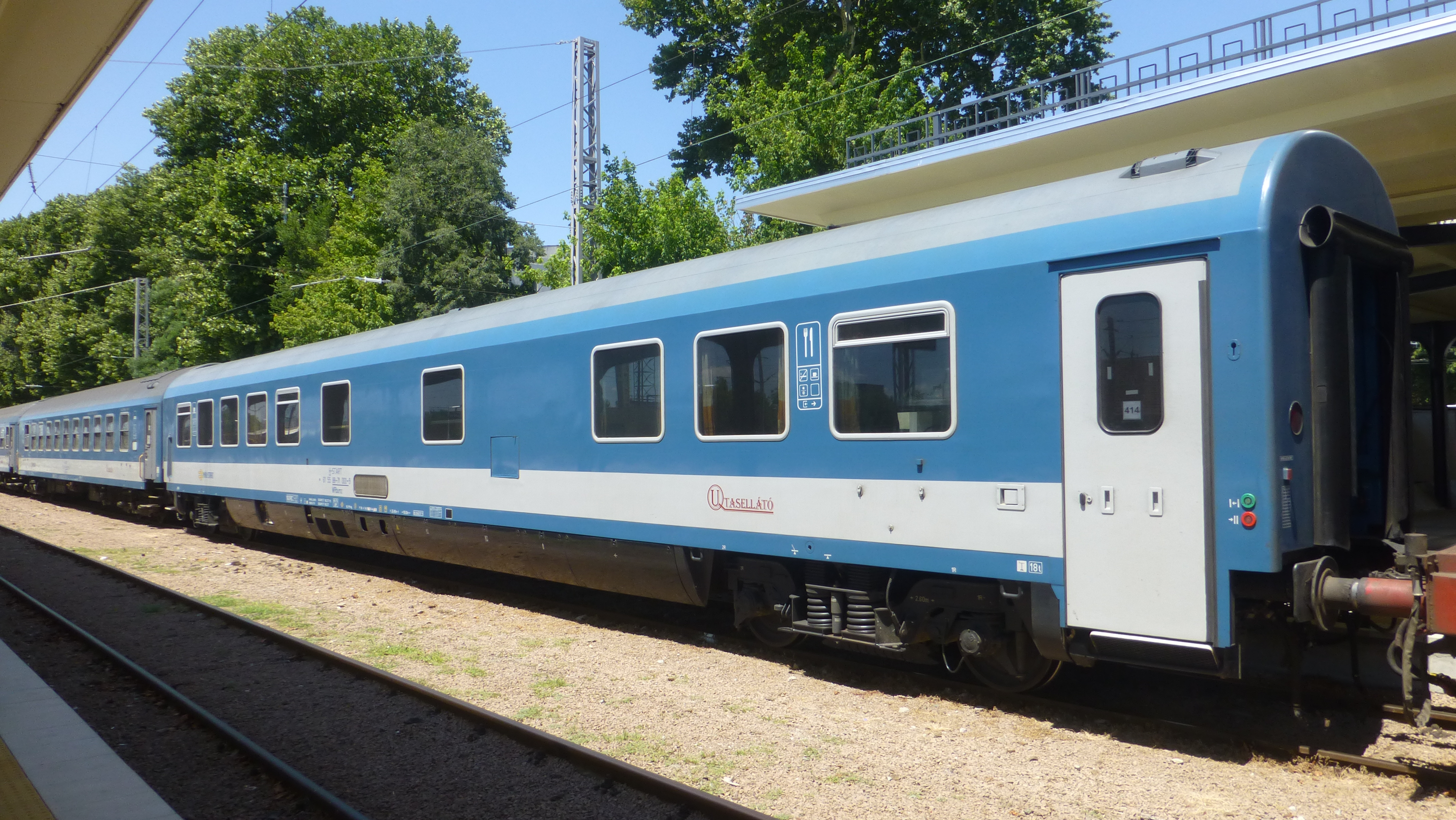
WRbumz légkondicionált étkező-bisztrókocsi

| a  | háromtengelyű kocsi                                    |                                                                                     |
| b  | öttengelyű kocsi                                       |                                                                                     |
| bu | kocsi bisztró szakasszal                               | az r és az R sorozatjellel egyenértékű, a német szabvány alapján került besorolásra |
| c  | fekvőhelyes kocsi                                      |                                                                                     |
| ee | központi energiaellátás                                |                                                                                     |
| f  | oldalátjárós kocsi                                     | csak a Bf 21-26 kocsiknál                                                           |
| h  | helyi forgalmú, középátjárós kocsi                     |                                                                                     |
| k  | oldalátjárós kocsi                                     |                                                                                     |
| l  | hangszóróval ellátott kocsi                            | nincs használatban                                                                  |
| m  | 24,5 méternél hosszabb kocsi                           |                                                                                     |
| o  | 24,5 méternél hosszabb, süllyesztett szerkezetű kocsi  |                                                                                     |
| p  | távolsági középátjárós kocsi                           |                                                                                     |
| r  | kocsi bisztró szakasszal                               | a bu és az xR sorozatjellel egyenértékű                                             |
| t  | távvezérlő berendezéssel ellátott kocsi (vezérlőkocsi) |                                                                                     |
| v  | távvezérlési vezetékkel ellátott kocsi                 | csak a sorozatjel végén                                                             |
| v  | távolsági kocsi kevesebb fülkével                      | a német szabvány alapján került besorolásra                                         |
| x  | motorkocsi mellékkocsija                               |                                                                                     |
| y  | távolsági középátjárós kocsi                           |                                                                                     |
| z  | kéttengelyes kocsi                                     |                                                                                     |
| z  | légkondicionált kocsi                                  |                                                                                     |

## UIC pályaszám

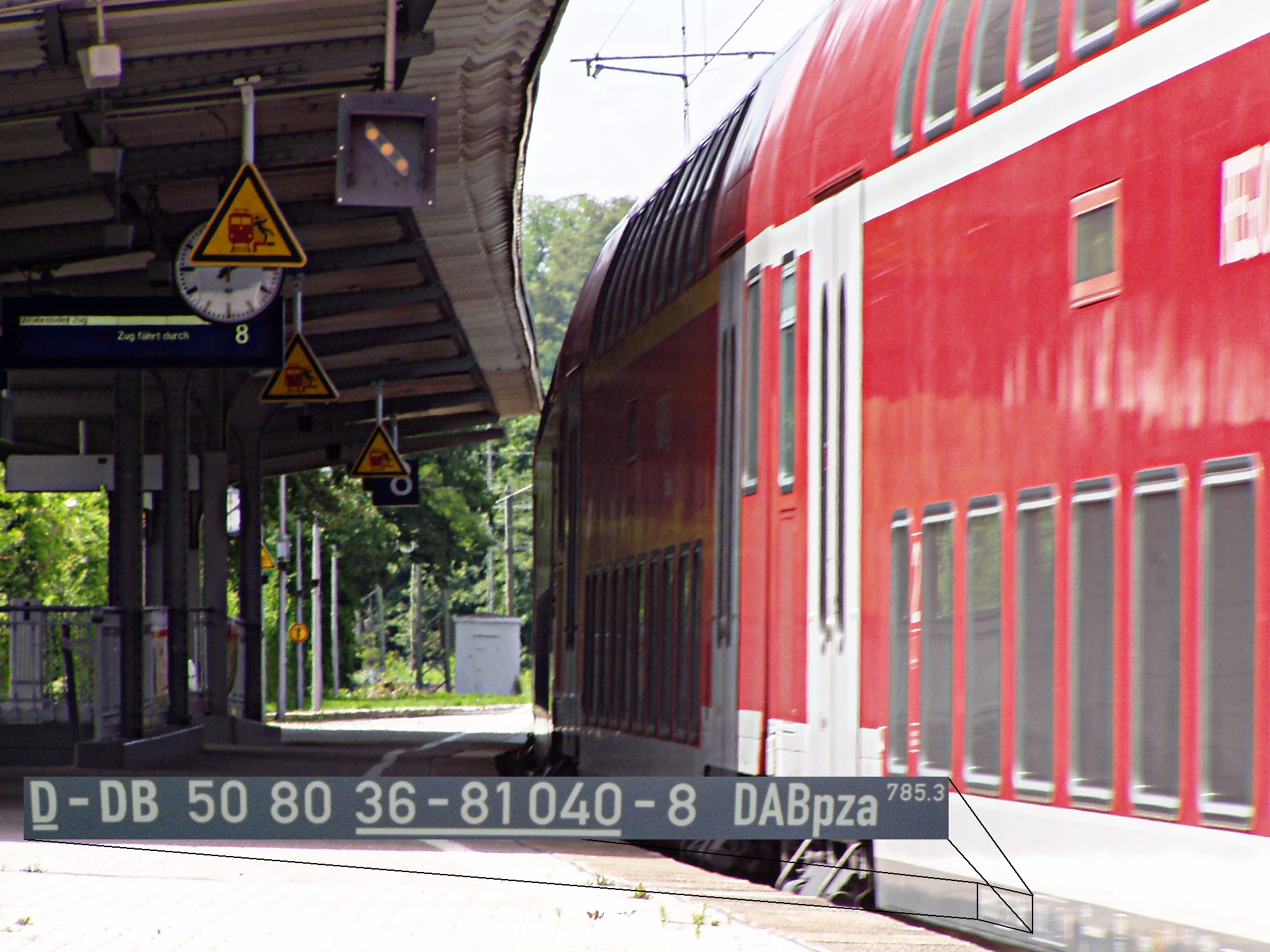
Német DABpza emeletes kocsi pályaszáma és elhelyezkedése

A sorozatjelek mellett UIC pályaszámmal is lehet jelölni a kocsikat. Ezek a pályaszámok mindig 12 jegyből állnak, nemzetközileg egységes jelzéssel bírnak és pontosabb leírást ad a kocsikról.
| első és második számjegy:            | forgalmi csererendszer kódszáma                                        |
| harmadik és negyedik számjegy:       | tulajdonos vagy a üzembentartó vasút kódszáma (2006 óta UIC országkód) |
| ötödiktől nyolcadik számjegy:        | műszaki és üzemi jellemzők kódja (lásd alább))                         |
| kilencediktől tizenegyedik számjegy: | sorozaton belüli sorszám                                               |
| tizenkettedik számjegy:              | önellenőrző szám                                                       |

Forgalmi csererendszer kódszáma
- 50: belföldi forgalmú kocsi
- 51: rögzített nyomtávolságú, nemzetközi forgalmú, nem légkondicionált kocsi
- 52: átállítható nyomtávolságú, nemzetközi forgalmú, nem légkondicionált kocsi
- 61: rögzített nyomtávolságú, nemzetközi forgalmú, légkondicionált kocsi
- 62: átállítható nyomtávolságú, nemzetközi forgalmú, légkondicionált kocsi

Műszaki és üzemi jellemzők kódja
A pályaszám ötödik számjegye a kocsi jellegét jelöli:
- 0: magánkocsi, postakocsi
- 1: első osztályú ülőhelyes kocsi
- 2: másodosztályú ülőhelyes kocsi
- 3: első és másodosztályú ülőhelyes kocsi
- 4: első és másodosztályú fekvőhelyes kocsi
- 5: másodosztályú fekvőhelyes kocsi
- 6: hálókocsi
- 7: hálókocsi
- 8: különleges személy- és poggyászkocsi
- 9: különleges személy- és poggyászkocsi

A pályaszám hatodik számjegye a fülkék és ülőhelyek számát, továbbá egyéb jellemzőket jelöli. Jelentése függ az ötödik számjegytől, így ez a két számjegy összesen száz féle (00–99) kombinációt ad ki. Az állandó jelöléseket az alábbi felsorolás, a többit a forrás részletezi.
- 0: 10 fülke, vagy 10 fiktív fülke
- 1: 11 fülke, vagy 11 fiktív fülke
- 2: 12 fülke, vagy 12 fiktív fülke
- 6: emeletes kocsi
- 7: 7 fülke, vagy 7 fiktív fülke
- 8: 8 fülke, vagy 8 fiktív fülke
- 9: 9 fülke, vagy 9 fiktív fülke

A pályaszám hetedik számjegye a kocsi engedélyezett legnagyobb sebességét, a nyolcadik pedig az energiaellátását (fűtését) jelöli:
| 7. számjegy ↓ | 8. számjegy → | 0                     | 1                     | 2                                   | 3                 | 4                     | 5            | 6                              | 7                     | 8                     | 9                                                |
| ------------- | ------------- | --------------------- | --------------------- | ----------------------------------- | ----------------- | --------------------- | ------------ | ------------------------------ | --------------------- | --------------------- | ------------------------------------------------ |
| 0             | < 120 km/h    | összes feszültség     | fenntartva            | 3000 V ~ 3000 V =                   | 1000 V ~          | fenntartva            | 1500 V ~     | egyéb feszültség               | 1500 V ~ 1500 V =     | 3000 V =              | fenntartva                                       |
| 1             | < 120 km/h    | összes feszültség gőz | 1000 V ~ gőz          | 1000 V ~ gőz                        | 1000 V ~ gőz      | 1000 V ~ gőz          | 1000 V ~ gőz | fenntartva                     | 1500 V ~ 1500 V = gőz | 3000 V = gőz          | 3000 V = gőz                                     |
| 2             | < 120 km/h    | gőz                   | gőz                   | 3000 V ~ 3000 V = gőz               | gőz               | 3000 V ~ 3000 V = gőz | gőz          | 1500 V ~ 3000 V ~ 3000 V = gőz | 1500 V ~ gőz          | 1500 V ~ gőz          | autonóm fűtés                                    |
| 3             | 121–140 km/h  | összes feszültség     | fenntartva            | 1000 V = 3000 V =                   | 1000 V ~          | 1000 V ~              | 1000 V ~     | 1000 V ~ 1500 V ~ 1500 V =     | 1500 V ~ 1500 V =     | 3000 V =              | 3000 V =                                         |
| 4             | 121–140 km/h  | összes feszültség gőz | összes feszültség gőz | összes feszültség gőz               | 1000 V ~ gőz      | 1500 V ~ 1500 V =     | 1000 V ~ gőz | 3000 V ~ 3000 V =              | 1500 V ~ 1500 V = gőz | 3000 V = gőz          | fenntartva                                       |
| 5             | 121–140 km/h  | összes feszültség gőz | összes feszültség gőz | összes feszültség gőz               | 1000 V ~ gőz      | fenntartva            | 1500 V ~ gőz | egyéb feszültség               | 1500 V ~ 1500 V = gőz | fenntartva            | fenntartva                                       |
| 6             | 121–140 km/h  | gőz                   | fenntartva            | 3000 V ~ 3000 V =                   | fenntartva        | 3000 V ~ 3000 V =     | fenntartva   | gőz                            | fenntartva            | fenntartva            | autonóm fűtés                                    |
| 7             | 141–160 km/h  | összes feszültség     | összes feszültség     | 1500 V ~ 3000 V = összes feszültség | 1000 V ~          | 1500 V ~ 1500 V =     | 1000 V ~     | 1500 V ~                       | 1500 V ~ 1500 V =     | 3000 V =              | 3000 V =                                         |
| 8             | 141–160 km/h  | összes feszültség gőz | összes feszültség gőz | 3000 V ~ 3000 V =                   | fenntartva        | összes feszültség gőz | 1000 V ~ gőz | 3000 V ~ 3000 V =              | egyéb feszültség      | összes feszültség gőz | autonóm fűtés légkondicionáláshoz generátorkocsi |
| 9             | > 160 km/h    | összes feszültség     | összes feszültség     | összes feszültség gőz               | 1000 V ~ 1500 V ~ | 1000 V ~              | 1000 V ~     | fenntartva                     | 1500 V ~ 1500 V =     | 3000 V =              | autonóm fűtés légkondicionáláshoz generátorkocsi |

1. 1 2 3 4 5 6 7 8 9 10 11 12 13 14 15  1000 V-os váltakozó áram esetén csak egy frekvencia – 16,7 vagy 50 Hz – mellett engedélyezett.
2. 1 2 3 4 5 6 7 8 9 10 11 12 13 14 15 16 17 18 19 20 21 22 23 24 25 26 27 28 29 30 31 32 33 34 35 36 37 38 39 40 41 42 43 44 45 46 47 48  Csak belföldi forgalomban közlekedő kocsiknál.
3. 1 2 3 4  Csak nemzetközi forgalomban közlekedő kocsiknál.

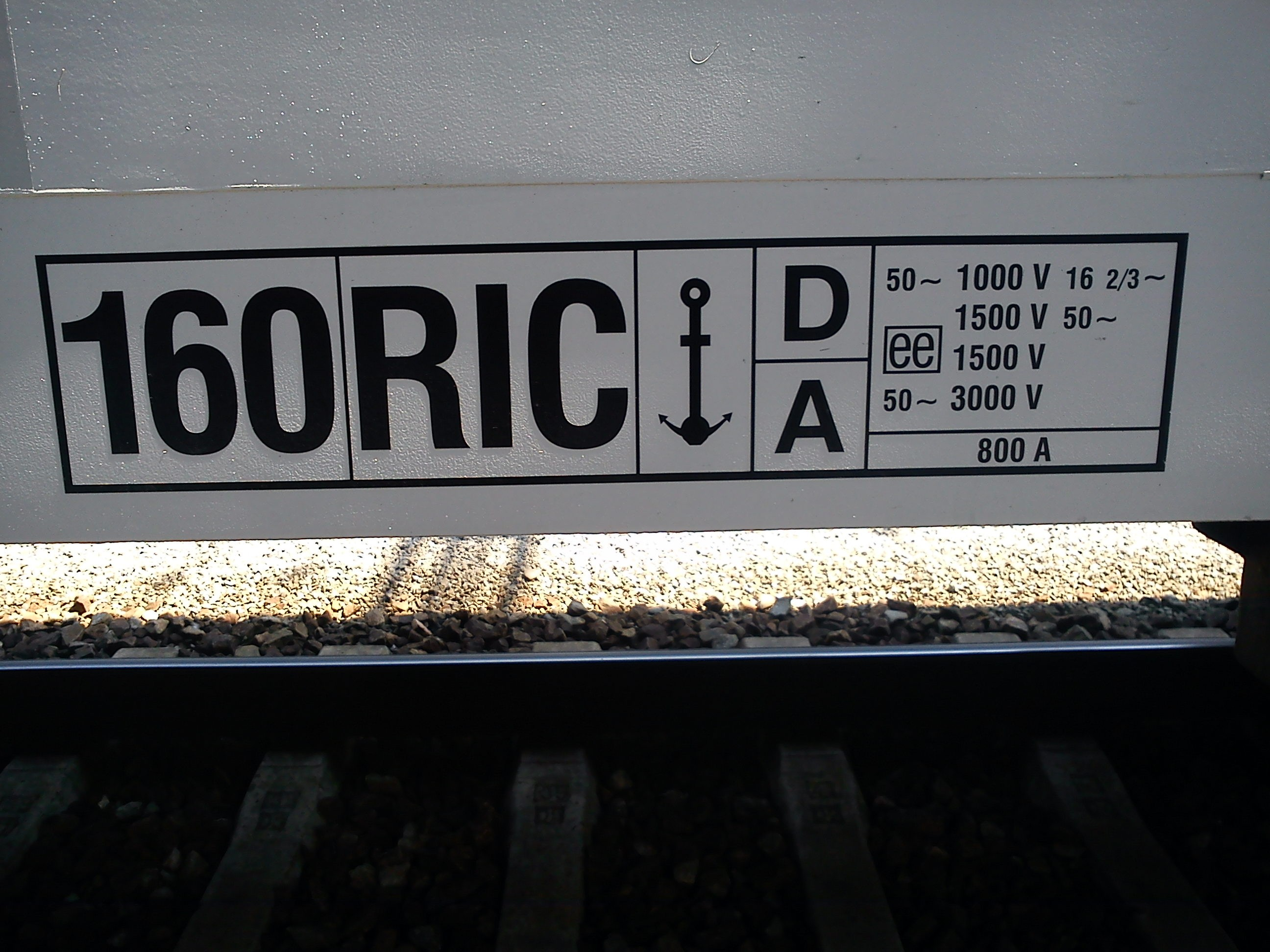
RIC és az energiaellátás jelzései a ČD Bmeer kocsijának oldalán. Ez a kocsi a német és az osztrák hálózaton csak korlátozással közlekedhet.

A gőz- és saját fűtéssel rendelkező kocsik számára szükséges még extra energiaellátás azon fogyasztók számára, melyek függetlenek a központi áramellátástól. Ezeket általában generátorokkal oldják meg.
Villamos vontatás esetén a kocsi fűtésének áramellátásának feszültsége eltér a vontatási feszültségtől. Nemzetközi forgalomban vonatfűtésre az 1 kV 16,7 Hz váltakozó, 1,5 kV egyen- és 50 Hz váltakozó, valamint 3 kV egyenfeszültséget jelölték meg szabványnak, de a határokon áthaladó forgalom miatt, főleg Közép-Európában számos kocsi már a nem szabványos 1 kV 50 Hz, 1,5 kV 16,7 Hz és a 3 kV 50 Hz váltakozó feszültségű kocsifűtésre is alkalmasak. A személykocsi villamos fűtési rendszerét a kocsiszekrény alsó részén tüntetik fel.
Mivel a 12 karakteres UIC pályaszám bevezetésekor még elterjedt volt a gőzmozdonyos vontatás, ezért a rendszer kialakításkor a gőzfűtést is figyelembe kellett venni, azonban azt nem lehetett előre tudni, hogy később egyre több 160 km/h sebességű kocsi fog forgalomba állni, míg a 140 km/h sebesség alattiakból már egyre kevesebb.

## Példák
Az alábbi példák egy-egy személykocsi jelöléseit (VKM-kód, UIC pályaszám, sorozatjel) mutatja be.

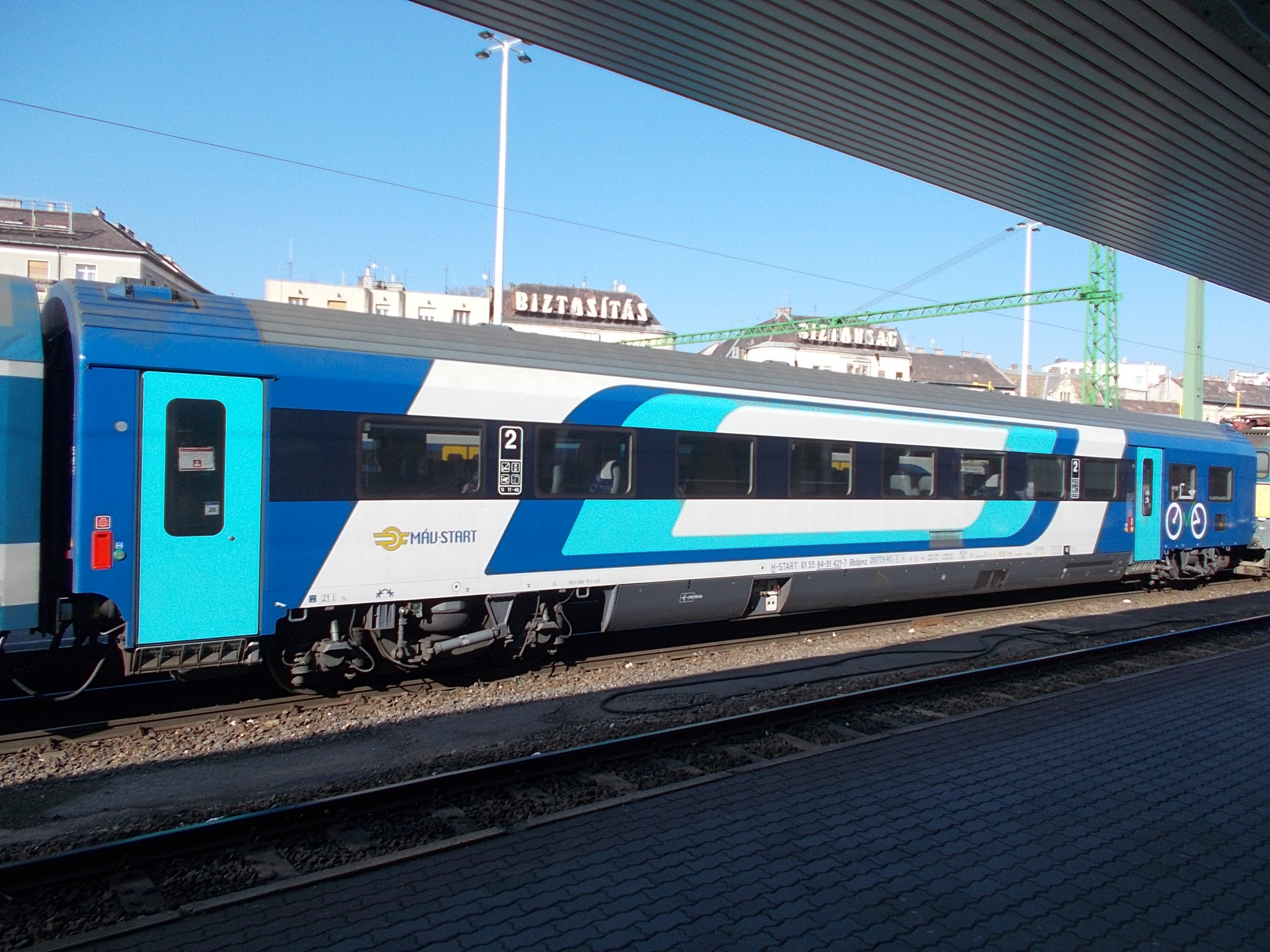
H-START 61 55 84-91 421-7 Bbdpmz

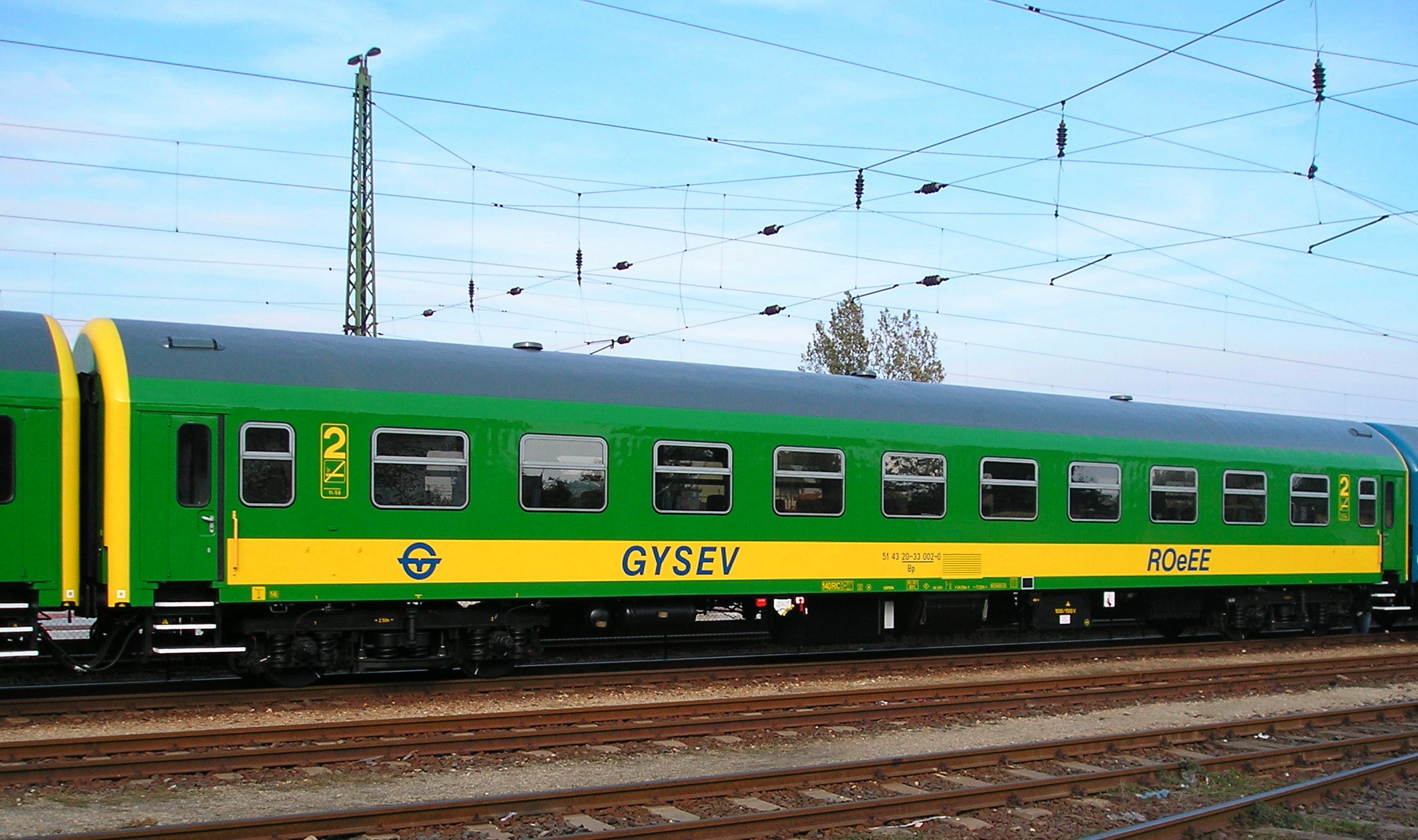
51 43 20-33 002-0 Bp

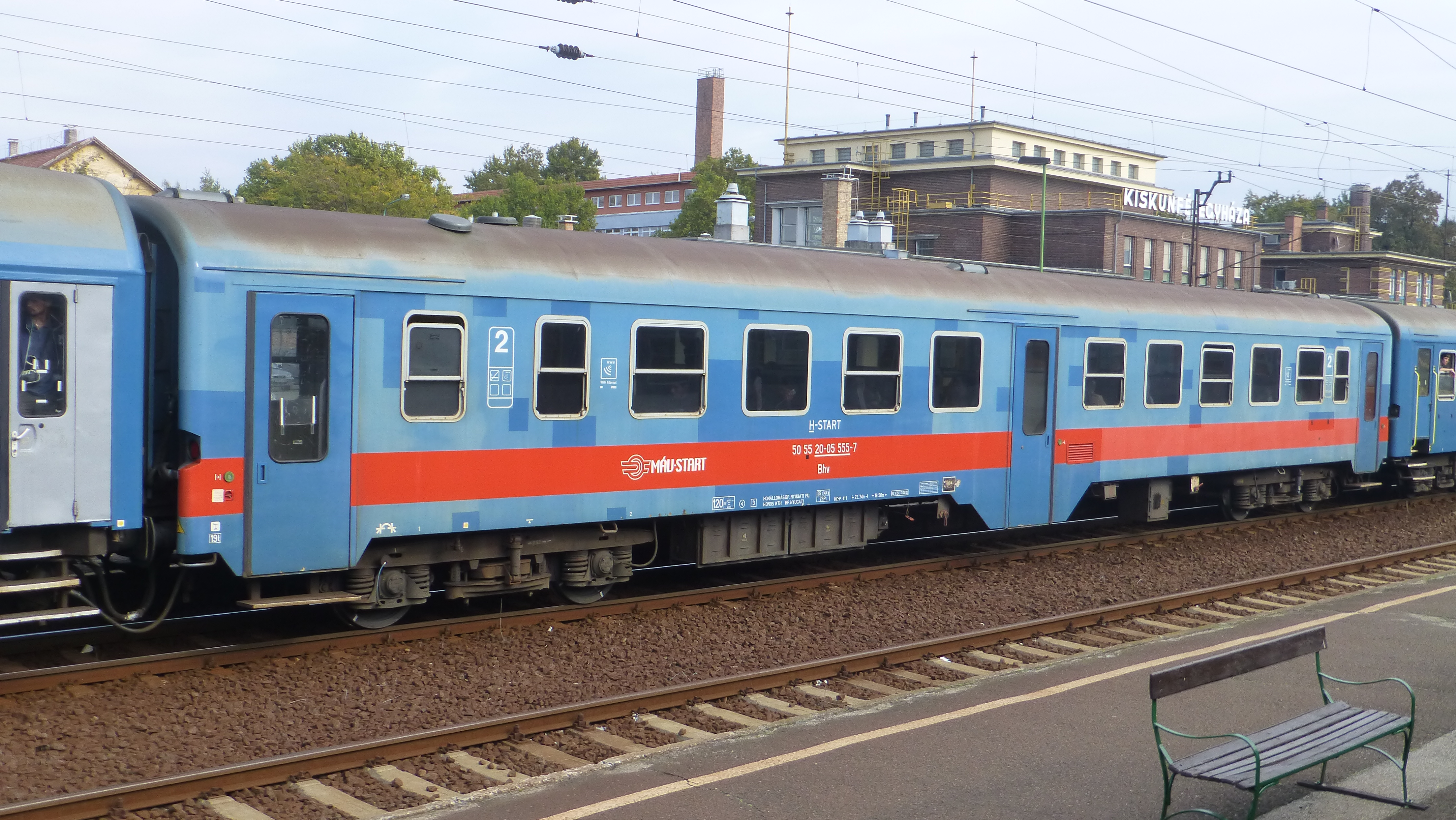
H-START 50 55 20-05 555-7 Bhv
| H     | országkód (Magyarország)                                                      |
| START | üzembentartói jelzés (MÁV-START)                                              |
| 50    | belföldi forgalmú kocsi                                                       |
| 55    | UIC országkód (Magyarország), 2006 előtt az üzembentartó vasút kódszáma (MÁV) |
| 2     | másodosztályú ülőhelyes kocsi                                                 |
| 0     | 10 fiktív fülke                                                               |
| 0     | legnagyobb megengedett sebesség 120 km/h, vagy az alatt alatt                 |
| 5     | 1,5 kV váltakozó feszültségű kocsifűtés                                       |
| 555   | sorozaton belüli sorszám                                                      |
| 7     | önellenőrző szám                                                              |
| B     | másodosztályú ülőhelyes kocsi                                                 |
| h     | helyi forgalmú, középátjárós kocsi                                            |
| v     | távvezérlési vezetékkel ellátott kocsi                                        |

H-START 61 55 84-91 421-7 Bbdpmz
| H     | országkód (Magyarország)                                                     |
| START | üzembentartói jelzés (MÁV-START)                                             |
| 61    | rögzített nyomtávolságú, nemzetközi forgalmú, légkondicionált kocsi          |
| 55    | UIC országkód (Magyarország)                                                 |
| 84    | kocsi játszóhelynek kialakított térrel gyermekek számára                     |
| 9     | legnagyobb megengedett sebesség 160 km/h felett                              |
| 1     | 1 kV váltakozó, 1,5 kV egyen- és váltakozó, 3 kV egyenfeszültségű kocsifűtés |
| 421   | sorozaton belüli sorszám                                                     |
| 7     | önellenőrző szám                                                             |
| B     | másodosztályú ülőhelyes kocsi                                                |
| b     | mozgáskorlátozottak szállítására alkalmas kocsi                              |
| d     | kerékpárszállításra alkalmas kocsi                                           |
| p     | távolsági középátjárós kocsi                                                 |
| m     | 24,5 méternél hosszabb kocsi                                                 |
| z     | légkondicionált kocsi                                                        |

51 43 20-33 002-0 Bp
| 51  | rögzített nyomtávolságú, nemzetközi forgalmú, nem légkondicionált kocsi |
| 43  | üzembentartó vasút kódszáma (GYSEV)                                     |
| 2   | másodosztályú ülőhelyes kocsi                                           |
| 0   | 10 fiktív fülke                                                         |
| 3   | legnagyobb megengedett sebesség 140 km/h, vagy az alatt alatt           |
| 3   | 1 kV váltakozó feszültségű kocsifűtés                                   |
| 002 | sorozaton belüli sorszám                                                |
| 0   | önellenőrző szám                                                        |
| B   | másodosztályú ülőhelyes kocsi                                           |
| p   | távolsági középátjárós kocsi                                            |

## Fordítás
- Ez a szócikk részben vagy egészben  az   UIC-Bauart-Bezeichnungssystem für Reisezugwagen című német Wikipédia-szócikk fordításán alapul.  Az eredeti cikk szerkesztőit annak laptörténete sorolja fel. Ez a jelzés csupán a megfogalmazás eredetét és a szerzői jogokat jelzi, nem szolgál a cikkben szereplő információk forrásmegjelöléseként.